# Ферхат Саглам
Ферхат Саглам (нім. Ferhat Saglam, нар. 10 жовтня 2001, Вадуц) — ліхтенштейнський футболіст, нападник швейцарського клубу «Брюль».
Виступав, зокрема, за клуб «Вадуц», а також національну збірну Ліхтенштейну.
Дворазовий володар Кубка Ліхтенштейну.

## Клубна кар'єра
Народився 10 жовтня 2001 року в місті Вадуц. Вихованець футбольної школи клубу «Вадуц». Дорослу футбольну кар'єру розпочав 2018 року в основній команді того ж клубу, в якій провів один сезон, взявши участь у 5 матчах чемпіонату. 
Протягом 2019 року захищав кольори клубу «Бальцерс».
Своєю грою за останню команду знову привернув увагу представників тренерського штабу клубу «Вадуц», до складу якого повернувся 2019 року. Цього разу відіграв за клуб з Вадуца наступні три сезони своєї ігрової кар'єри.
Згодом з 2022 по 2024 рік грав у складі команд «Крієнс», «Ешен-Маурен» та «Вадуц».
До складу клубу «Брюль» приєднався 2024 року. 

## Виступи за збірні
У 2017 році дебютував у складі юнацької збірної Ліхтенштейну (U-17), загалом на юнацькому рівні взяв участь в 11 іграх, відзначившись 2 забитими голами.
У 2023 році дебютував в офіційних матчах у складі національної збірної Ліхтенштейну.
| Дата      | Місто      | Господарі            | Результат | Гості       | Турнір                               | Голи | Примітки |
| --------- | ---------- | -------------------- | --------- | ----------- | ------------------------------------ | ---- | -------- |
| 17-6-2023 | Люксембург | Люксембург           | 2 – 0     | Ліхтенштейн | Відбір до ЧЄ 2024                    | -    | 55'      |
| 20-6-2023 | Вадуц      | Ліхтенштейн          | 0 – 1     | Словаччина  | Відбір до ЧЄ 2024                    | -    | 77'      |
| 8-9-2023  | Зениця     | Боснія і Герцеговина | 2 – 1     | Ліхтенштейн | Відбір до ЧЄ 2024                    | -    | 74'      |
| 11-9-2023 | Братислава | Словаччина           | 3 – 0     | Ліхтенштейн | Відбір до ЧЄ 2024                    | -    | 73'      |
| 22-3-2024 | Торсгавн   | Фарерські острови    | 4 – 0     | Ліхтенштейн | товариський матч                     | -    | 70'      |
| 26-3-2024 | Ларнака    | Латвія               | 1 – 1     | Ліхтенштейн | товариський матч                     | -    | 59'      |
| 3-6-2024  | Сомбатгей  | Албанія              | 3 – 0     | Ліхтенштейн | товариський матч                     | -    | 70'      |
| 7-6-2024  | Бухарест   | Румунія              | 0 – 0     | Ліхтенштейн | товариський матч                     | -    | 65'      |
| 5-9-2024  | Серравалле | Сан-Марино           | 1 – 0     | Ліхтенштейн | Ліга націй УЄФА 2024-2025 - 1-й етап | -    |          |
| 8-9-2024  | Гібралтар  | Гібралтар            | 2 – 2     | Ліхтенштейн | Ліга націй УЄФА 2024-2025 - 1-й етап | 1    |          |
| Усього    |            | Матчів               | 10        |             | Голів                                | 1    |          |

## Титули і досягнення
- Володар Кубка Ліхтенштейну (2):

«Вадуц»: 2018-2019, 2021-2022